# روبرتو ماتوساس
روبرتو ماتوساس (اسپانیایی: Roberto Matosas‎؛ زادهٔ ۱۱ مهٔ ۱۹۴۰) بازیکن و مربی فوتبال اهل اروگوئه بود.
از باشگاه‌هایی که در آن بازی کرده‌است می‌توان به باشگاه فوتبال دپورتیوو تولوکا، باشگاه فوتبال ریور پلاته، و باشگاه فوتبال پنیارول اشاره کرد.
وی همچنین در تیم ملی فوتبال اروگوئه بازی کرده‌است.